# Mordellistena venezuelensis
Mordellistena venezuelensis es una especie de coleóptero de la familia Mordellidae.

## Distribución geográfica
Habita en Venezuela.